# En moi
En moi (en español: En mí) es un cortometraje francés de 2016 escrito, dirigió y producido por Laetitia Casta.

## Reparto
- Yvan Attal[4] (fr): el director de cine
- Lara Stone:[2] la mujer
- Arthur Igual[2] (fr): el asistente
- Mathilde Bisson[2] (fr): la actriz
- Jérémie Bélingard:[2] el amante
- Akaji Maro[2] 『麿赤兒』 (fr): el hombre de servicio
- Nassim Amaouche[5] (fr): el chófer

## Set de filmación

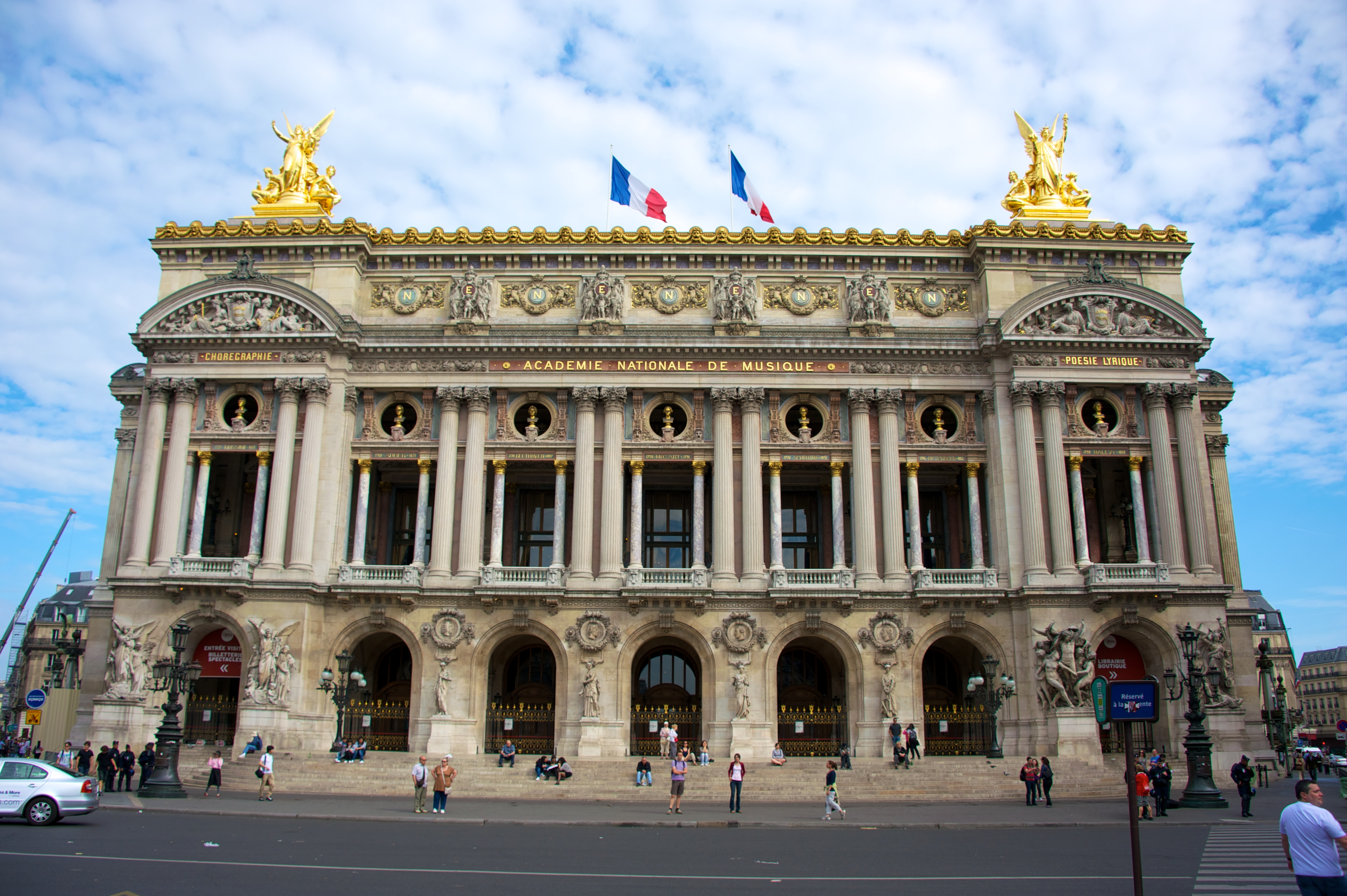
Opéra Garnier en París, el cual fue usado para filmar la película.

La filmación para la película empezó en agosto de 2015 en la Ópera de París.

## Selecciones oficiales
- 2016: Semana de la Crítica de Cannes: cortometraje de clausura[2]